# Île Mistake

L'île Mistake est une île du comté de Washington dans l'État du Maine aux États-Unis.
Elle se situe à l'est de Great Wass Island (en), au sud-est de la ville de Jonesport. L'île contient peu de végétation. 
L'île Mistake est connue pour son nom de lieu inhabituel. Un phare, toujours en activité,  s'élève au sommet de l'île. Le phare est fermé aux visiteurs en général. 

## Réserve naturelle
L'île est une réserve naturelle de la Great Wass Island Reserve . 